# 1509

## Esdeveniments
- 12 de desembre, Blois, Regne de França: s'hi signa el Tractat de Blois pel qual s'assegura la successió a la Corona de Castella de Carles d'Habsburg.
- 14 de maig, Agnadello, Itàlia: hi esdevé la batalla d'Agnadello.
- 24 de juny: Caterina d'Aragó, filla dels Reis Catòlics, és coronada reina d'Anglaterra.[1]

## Naixements
Països Catalans
Resta del món
- 10 de juliol - França: Joan Calví, teòleg francès reformista (m. 1564)